# Povstání Gabriela Betlena
Povstání Gabriela Betlena bylo druhé ze šesti protihabsburských stavovských povstání. Probíhalo v letech 1619–1626.

## Betlen sedmihradským knížetem
Po smrti Gabriela Báthoryho (1589–1613) se v roce 1613 stal sedmihradským knížetem za pomoci Turků Gabriel Betlen. Vídeňský dvůr mu už od začátku nedůvěřoval a snažil se o vyvolávání nepokojů a spiknutí. Vyslal na jeho území i několik výprav, které však nedosáhly většího úspěchu. V roce 1615 uznala Vídeň dohodou podepsanou v Trnavě Betlena za knížete Sedmihradska a vrátila mu jeho majetky. Betlen měl za to Habsburkům pomáhat proti Turkům. Dohoda však byla jen taktikou obou stran pro získání času. Vídeň obnovila s Turky mír a spojila se také s Jurajem Drugetem.

## Vypuknutí povstání
Betlen využil jako první situaci, v níž se ocitli Habsburkové, a posílený vypuknutím českého stavovského povstání vystoupil v létě 1619 vojensky proti Vídni. Do boje postavil 18 000 vojáků naverbovaných většinou z hajduků a sedmihradských Sikulů. Spojil se s některými významnými uherskými protestantskými magnáty a v srpnu vpadl na východní Slovensko. Porazil Drugetovo vojsko a začátkem září 1619 dobyl Košice. Jeho přívrženci ho tam zvolili za hlavu Uherska, ochránce nekatolických náboženství a vydali manifest Stížnosti Uherska (latinsky Querela Hungariae), ve kterém osvětlují příčiny a program povstání. Betlenova už téměř třicetitisícová armáda postupovala přes Spiš, Liptov a jihoslovenské stolice směrem na západ a po pár týdnech obsadila Fiľakovo, Levice, středoslovenská důlní města, Nové Zámky, Trnavu a dokonce i hlavní město Uher Bratislavu. Na Bratislavském hradě předal Betlenovi palatin Zigmund Forgáč královskou korunu. Betlen se pak s vojskem spojil s českými a moravskými stavy pod vedením J. M. Thurna a postupoval spolu s nimi na Vídeň. Na východní Slovensko však vpadl Juraj Druget se svým osmitisícovým vojskem polských žoldáků a Betlena donutil k ústupu od Vídně.

## Příměří a prohlášení Betlena za krále
Polsko stálo v konfliktu na straně Habsburků a diplomaticky se snažilo o diskreditaci Betlena u Porty za jeho nedávné protiturecké paktování. Betlen si však nadále udržel většinu území Slovenska a na čas měl v rukou i část Zadunají s městem Šoproň. Na sněmu v Bratislavě v lednu 1620 žádala šlechta spíše potvrzení svých výsad a přidělení zabavených majetků katolíků, než další pokračování boje proti Habsburkům. Dohodu Betlena s českými stavy o náboženské svobodě a vyhnáni jezuitů s Pazmaněm pryč z Uher sněm schválil. Neochota uherských stavů pokračovat v povstání a nedostatečná podpora Turků však přiměla Betlena k uzavření osmiměsíčního příměří s Ferdinandem II. Betlen nepřijal ani návrh na udělení královského titulu a dal se zvolit pouze za "knížete" a správce Uher. K tomuto kroku přispěla i tajná jednání s císařským dvorem, jehož zástupci mu slíbili územní a politické výhody. Císařská armáda se pak mohla zaměřit na boje v Čechách proti stavovskému povstání. Betlenovi se znovu podařilo získat dary přízeň a důvěru Porty a oslabit diplomatický vliv Polska. 25. srpna 1620 na sněmu svých přívrženců v Banské Bystrici se po souhlasu z osmanské strany dal zvolit za krále Uherska, ale nedovršil volbu korunovací. Sněm se zabýval i náboženskými otázkami, potvrdil usnesení žilinské a spišskopodhradské synody a omezil počet katolických biskupství na tři (v Nitře, Rábu a v Egeru). Majetky katolické církve připadly Betlenovi a z nich získal nové finanční zdroje na placení vojska, se kterým mohl rozvinout nové boje. Vídeňský dvůr totiž sliby nedodržel.

## Vypuknutí nových bojů
Na rozdíl od předchozího roku se vojenskopolitická situace změnila. Betlenova vojska nedosahovala již takových úspěchů jako v první fázi povstání. V první polovině září 1620 se zmocnili povstalečtí vojáci Nitry a 10. října odrazili útoky císařské armády na Bratislavu, museli však vyklidit Trnavu a jejich vpád do Rakouska skončil neúspěchem již u Hainburgu. Císařský dvůr se mohl po vítězné bitvě na Bílé hoře (8. listopadu 1620) zaměřit na boje s povstalci. Betlen začal pomalu ztrácet pozice na západním Slovensku. Přičinila se o to armáda generála Buquoye, který předtím bojoval v Čechách. Začátkem května obsadila Bratislavu, Nitru a koncem měsíce obléhala Nové Zámky. Začátkem června další část císařské armády pod vedením Štěpána Pálffyho a Petra Koháriho dobývala střední Slovensko a zaujala území mezi Hronem a Ipelem s pevnostmi Fiľakovo a Sečany a městy Krupina a Brezno. Betlen byl tehdy v Olomouci a jakmile se dozvěděl o postupu císařské armády, shromáždil vojsko, se kterým přitáhl až k Rimavské Sobotě. Vojsko Štěpána Pálffyho se stáhlo až k Zvolenu a v bitvě u Jalné 2. a 3. července 1621 utrpělo porážku. Betlen měl znovu otevřenou cestu na západní Slovensko, které ovládal Buquoy, jenž obléhal v té době pevnost Nové Zámky. 10. července 1621 přitáhli povstalci k pevnosti a v bitvě porazili císařskou armádu, sám Buquoy zahynul. Betlen se tak znovu mohl zmocnit Trnavy a ke konci roku i Nitry. Povstalci se dostali i na území Moravy.

## Mikulovský mír
Betlen se tímto počínáním snažil dosáhnout přijatelné podmínky míru s Vídní. Zkonfiskované majetky církve, které šlechta chtěla získat, však stále vlastnil Betlen. Z tohoto důvodu, jakož i pro jeho taktizování, ho nespokojené stavy začaly hromadně opouštět. Ani lidové masy ho příliš nepodporovaly. Turci, využívající povstání ve svůj prospěch, mu umožnili naverbovat si pomocné jezdecké oddíly z krymských Tatarů a z jejich vlastní armády, ale jinou pomoc mu neposkytli. Proto 11. října 1621 Betlen zahájil jednání s císařským dvorem. Po dlouhých a obtížných jednáních podepsaly 6. ledna 1622 (jiné zdroje uvádějí 31. prosince 1621) obě strany mír v Mikulově. Podle podmínek míru se Betlen vzdal zabraného území spolu s uherským královským titulem. Místo toho dostal titul "říšský kníže", dvě slezská knížectví Opole a Ratiboř, doživotní držení sedmi hornouherských (tedy převážně východoslovenských) stolic a roční příspěvek 50 tisíc zlatých na vydržování pohraničních pevností. Mír sliboval uherským stavům zachovávání práv a privilegií, které ustanovil sněm v roce 1608.

## Vídeňský mír
Betlen nebyl příliš spokojen s dosaženými výsledky míru, a když jeho plán vzít si za manželku dceru císaře Ferdinanda II. ztroskotal na neochotě císařského dvora uvědomujícího si, že Betlen by tak získal správu nad Uhrami, podnikl v dalších letech nové výboje proti habsburské monarchii. Betlen však nedosáhl větší územní ani politické zisky zejména pro zmenšující se počet jeho příznivců. Výprava v roce 1623 neúspěšně obléhala císařské vojsko nacházející se v opevněném Hodoníně. Betlen znovu podepsal mír ve Vídni, ve kterém byly obnoveny podmínky mikulovského míru, ale příspěvek na pohraniční pevnosti se mu snížil na 30 000 zlatých a ztratil obě slezská knížectví.

## Bratislavský mír a Betlenova smrt
V roce 1626 se Betlen spojil s německými protestantskými knížaty a dlouholetým nepřítelem Habsburků - Francií. Spojenci mu poskytli vojsko generála Mansfelda, se kterým znovu vystoupil proti císaři. I na území Slovenska tak probíhala část třicetileté války tzv. dánská válka. Pováží plenila císařská vojska pod vedením Tillyho a Valdštejna. Střední Slovensko, zejména okolí horních měst, pustošila Mansfeldova vojska a Betlenovy tureckotatarské oddíly. Císař vyslal proti Betlenovi ještě armádu Albrechta z Valdštejna, který obsadil Trnavu, Nitru a Nové Zámky, ale pro zásobovací potíže postoupil pouze k Levicím. Betlen čekal na posily za Ipľem, ale ke střetu armád nedošlo. Valdštejnův pobyt s vojskem na západním Slovensku odřízl Betlena od jeho západoevropských spojenců, a tak byl donucen uzavřít další mír v Bratislavě. Betlen si dle dohody udržel své sedmihradské majetky a do doživotní držby dostal i sedm východouherských stolic. Příspěvek na pevnosti mu byl zrušen. Jeho náhlá smrt v roce 1629 ukončila další snahy o ovládnutí území Slovenska.